# Кошелев (село)
Кошелев (укр. Ко́шелів) — село в Куликовской поселковой общине Львовского района Львовской области Украины.
Население по переписи 2001 года составляло 173 человека. Занимает площадь 4,57 км². Почтовый индекс — 80363. Телефонный код — 3252.